# Inventário de conceitos
Um Inventário de conceitos é um conjunto de conceitos mínimos sobre uma determinada área.  Pode ser usado para ajudar a determinar se um aluno tem um conhecimento preciso de um conjunto específico de conceitos. Alternativamente, o inventário de conceitos pode ser usado como banco de dados para formulação de um programa de disciplina ou como apoio a definições curriculares. 
Quando usado para avaliar o conhecimento de alunos, os inventários de conceitos têm sido usados na forma de testes de múltipla escolha, a fim de auxiliar a interpretabilidade e facilitar a administração em turmas grandes. Ao contrário de um teste típico de múltipla escolha de autoria de um professor, as perguntas e opções de resposta em inventários de conceitos são objeto de extensa pesquisa. Na sua forma final, cada questão inclui uma resposta correta e vários concepções equivocadas (em inglês: "misconceptions"). 
O inventário conceitual pode ser usado como banco de dados para que os envolvidos num processo de aprendizado (professores e alunos) definam claramente quais os tópicos de uma determinada área (como numa disciplina) serão discutidos. Algumas listagem de conceitos são publicadas em revistas especializadas (veja abaixo), outros na Wikipedia, como a lista "Tópicos essenciais de biologia celular".

## Concepções equivocadas
Concepções equivocadas são respostas incorretas ou irrelevantes que geralmente (mas nem sempre) são baseadas em equívocos comumente sustentados pelos alunos. As respostas erradas escolhidos pelos alunos ajudam os pesquisadores a compreender o pensamento dos alunos e fornecem aos instrutores insights sobre o conhecimento prévio dos alunos (e, às vezes, sobre crenças firmemente arraigadas). Esta base de pesquisa ajuda os educadores a obter pistas sobre as ideias dos alunos, equívocos científicos e confusões didascalogênicas ("induzidas pelo professor" ou "induzidas pelo ensino") e lacunas conceituais que interferem na aprendizagem. 

## Histórico
Em 1985, Halloun e Hestenes introduziram um "teste de diagnóstico de mecânica de múltipla escolha" para examinar os conceitos dos alunos sobre o conceito de movimento em física, que avalia a compreensão do aluno sobre conceitos básicos da mecânica clássica (macroscópica).  Um pouco mais tarde, foi desenvolvido o Inventário de Conceitos de Força ("Force Concept Inventory" - FCI), um inventário conceitual  projetado para avaliar a compreensão dos alunos sobre os conceitos newtonianos de força.  Hestenes (1998) descobriu que, embora "quase 80% dos [alunos que completam cursos introdutórios de física universitária] pudessem declarar a Terceira Lei de Newton no início do curso, os dados da FCI mostraram que menos de 15% deles a compreenderam completamente no final" . Esses resultados foram replicados em vários estudos envolvendo estudantes de diversas instituições (ver seção de fontes abaixo). Vale lembrar que permanecem dúvidas sobre o que exatamente a FCI mede.  Os resultados utilizando o FCI levaram a um maior reconhecimento na comunidade de educação científica sobre a importância do "engajamento interativo" dos alunos com os materiais a serem dominados. 
Desde o desenvolvimento da FCI, outros instrumentos de física foram desenvolvidos. Estes incluem o conceito de Avaliação Conceitual de Força e Movimento  e a Avaliação Breve de Eletricidade e Magnetismo.  Para uma discussão sobre como vários inventários de conceitos foram desenvolvidos, consulte Beichner. 
Além da física, inventários de conceitos foram desenvolvidos em estatística, química, astronomia, biologia básica, seleção natural, genética, engenharia, geociências e ciência da computação.
Em muitas áreas, os conceitos científicos fundamentais transcendem as fronteiras disciplinares. Um exemplo de inventário que avalia o conhecimento de tais conceitos é um instrumento desenvolvido por Odom e Barrow (1995) para avaliar a compreensão da difusão e da osmose. Além disso, existem instrumentos conceituais que não são de múltipla escolha, como a abordagem baseada em redação  e o conceito de redação e exames orais para medir a compreensão do aluno sobre as estruturas de Lewis em química.